# Dzięcioł algierski
Dzięcioł algierski (Picus vaillantii) – gatunek średniej wielkości ptaka z rodziny dzięciołowatych (Picidae), występujący w górach Atlas.
SystematykaJest to gatunek monotypowy. Dawniej bywał uznawany za podgatunek dzięcioła zielonego (P. viridis), ale uznano go za odrębny gatunek w oparciu o badania mtDNA i różnice w upierzeniu.
Zasięg występowaniaWystępuje od północno-zachodniego Maroka do północno-zachodniej Tunezji. Spotykany w przedziale wysokości 950–2100 m n.p.m.

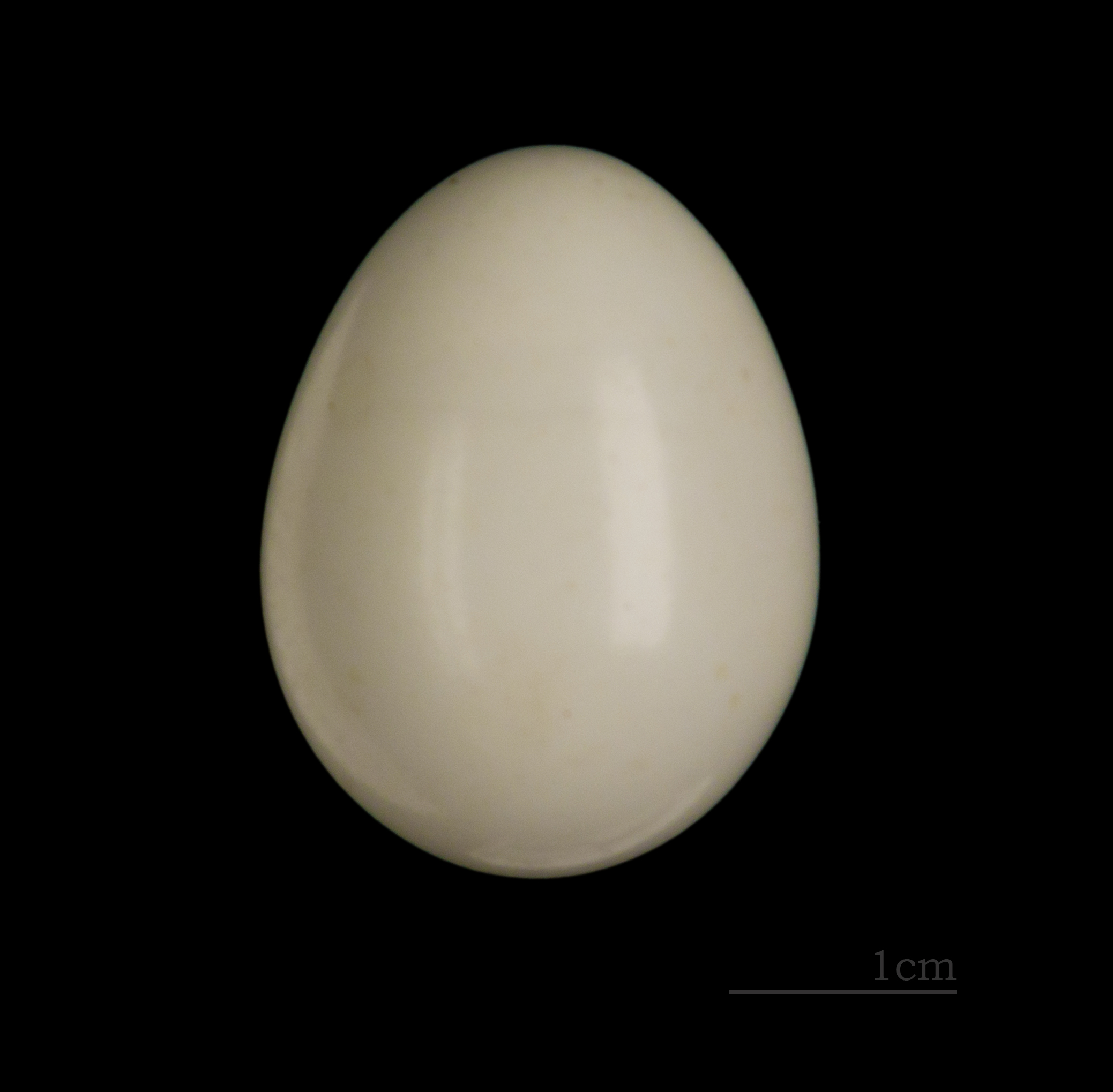
Jajo z kolekcji muzealnej

MorfologiaDługość ciała 30–32 cm. Obie płcie mają czarny wąs niepołączony z ciemnym kantarkiem (u samicy podobnego dzięcioła zielonego z podgatunku sharpei wąs i ciemny kantarek łączą się). Samiec ma czerwoną czapeczkę od czoła do potylicy, u samicy czapeczka czerwona jest tylko z tyłu, na wierzchu głowy jest czarno plamkowana.
StatusIUCN uznaje dzięcioła algierskiego za gatunek najmniejszej troski (LC, Least Concern) nieprzerwanie od 1988 roku. Liczebność populacji nie została oszacowana, ale ptak ten opisywany jest jako lokalny i dość pospolity. Trend liczebności populacji nie jest znany.